# Courtételle
Courtételle ist eine politische Gemeinde im Distrikt Delémont des Kantons Jura in der Schweiz. Der frühere deutsche Ortsname Cortittel wird heute nicht mehr verwendet.

## Geographie

Luftbild von Werner Friedli (1955)

Courtételle liegt auf 441 m ü. M., 3 km südwestlich des Kantonshauptorts Delémont. Das Haufendorf erstreckt sich grösstenteils rechts der Sorne in der Ebene im zentralen Teil des Delsberger Beckens, einer breiten Senke im Faltenjura.
Die Fläche des 13,6 km² grossen Gemeindegebiets umfasst einen Abschnitt im Zentralteil der landwirtschaftlich intensiv genutzten Ebene des Delsberger Beckens. Im Süden reicht das Gemeindegebiet bis auf den Kamm der Jurakette Le Mont (bis 1133 m ü. M.). Ihr steiler Nordhang ist dicht bewaldet (Forêt de Vainé und Montenol) und weist mehrere kleine Erosionstäler in der harten Deckschicht aus Kalkstein auf. Nach Norden erstreckt sich Courtételle auf die Höhe Sur Chaux (614 m ü. M.), eine isolierte Erhebung im Delsberger Becken. Unterhalb des Dorfes mündet der Bach Le Bie in die Sorne, und diese entwässert das Gemeindegebiet nach Osten zur Birs. Von der Gemeindefläche entfielen 1997 7 % auf Siedlungen, 36 % auf Wald und Gehölze und 57 % auf Landwirtschaft.
Zu Courtételle gehören Courtemelon (433 m ü. M.), die Hofsiedlungen Métairies de Chaux und Sainte-Fontaine an den Hängen von Sur Chaux sowie mehrere Einzelhöfe. Nachbargemeinden von Courtételle sind Develier, Delémont, Rossemaison, Châtillon und Haute-Sorne.

## Bevölkerung
| Bevölkerungsentwicklung | Bevölkerungsentwicklung |
| Jahr                    | Einwohner               |
| ----------------------- | ----------------------- |
| 1850                    | 698                     |
| 1900                    | 1037                    |
| 1910                    | 1234                    |
| 1930                    | 1290                    |
| 1950                    | 1412                    |
| 1960                    | 1618                    |
| 1970                    | 1864                    |
| 1980                    | 1991                    |
| 1990                    | 2089                    |
| 2000                    | 2180                    |

Mit 2724 Einwohnern (Stand 31. Dezember 2023) gehört Courtételle zu den grösseren Gemeinden des Kantons Jura. Von den Bewohnern sind 91,7 % französischsprachig, 2,6 % italienischsprachig und 2,1 % deutschsprachig (Stand 2000). Die Bevölkerungszahl von Courtételle stieg im Verlauf des 20. Jahrhunderts kontinuierlich an.

## Wirtschaft
Courtételle hat sich seit der zweiten Hälfte des 19. Jahrhunderts zum Industriedorf entwickelt. Bedeutend war vor allem die Herstellung von Uhrengehäusen. Mit der Krise in der Uhrenindustrie 1975 gingen jedoch zahlreiche Arbeitsplätze verloren. Heute bietet die ortsansässige Industrie Arbeitsplätze in den Bereichen Metallbau und Feinmechanik. Viele Erwerbstätige arbeiten auswärts, vor allem im nahen Delémont. Wegen der fruchtbaren Böden in der Region hat auch die Landwirtschaft noch einen gewissen Stellenwert. Rund 80 Landwirte haben sich in der Société coopérative agricole de Courtételle et environs zusammengeschlossen, eine 1915 unter dem Namen Syndicat agricole de Courtételle et environs gegründete landwirtschaftliche Genossenschaft, welche bis 2020 Mitglied des Fenaco-Verbunds war.

## Bildung
In Courtemelon befindet sich seit 1927 die kantonale Landwirtschaftsschule. Sie wurde 1989 in Institut agricole du Jura umbenannt.

## Verkehr
Die Gemeinde ist verkehrsmässig gut erschlossen. Sie liegt an der Durchgangsstrasse von Delémont nach La Chaux-de-Fonds und hatte bis zur Eröffnung des Teilstücks Delémont – Porrentruy der Autobahn A16 regen Durchgangsverkehr. Am 15. Oktober 1876 wurde die Eisenbahnstrecke Delémont–Glovelier mit einem Bahnhof in Courtételle eröffnet. Zwei Postautolinien bedienen Courtételle je mit Bassecourt und Delémont.

## Geschichte
Schon sehr früh war die Gegend um Courtételle besiedelt, was die Funde von Töpferwaren aus der Eisenzeit sowie weitere Funde aus der La-Tène- und der römischen Zeit belegen. Erste Erwähnung findet das Dorf 1178 als Curtetele. Als eines der 13 freien Dörfer der Herrschaft Delsberg kam Courtételle 1271 zum Fürstbistum Basel. Von 1793 bis 1815 gehörte es zu Frankreich und war anfangs Teil des Département du Mont-Terrible, ab 1800 mit dem Département Haut-Rhin verbunden. Durch den Entscheid des Wiener Kongresses kam der Ort 1815 an den Kanton Bern.
In den 1930er Jahren versuchten Faschisten auch in der Schweiz Einfluss auf die öffentliche Meinung zu erlangen. In Courtételle fand im September 1935 eine Versammlung von 500 Mitgliedern der Schweizerischen Faschistischen Bewegung statt.
Am 1. Januar 1979 wurde der Kanton Jura gegründet.
Bei archäologischen Grabungen am Ort der ehemaligen Basilika Saint-Maurice, die 1740 abgerissen wurde, fand man Grundmauern eines Gotteshauses aus dem 10. bis 13. Jahrhundert sowie Reste eines befestigten Hofes.

## Sehenswürdigkeiten
Die Pfarrkirche Saint-Sixte wurde 1727–1729 erbaut. Der Ortskern hat mehrere typische Bauernhöfe des 17. und 18. Jahrhunderts aufzuweisen. Die Mühle von Courtételle mit spätgotischen Fenstern wurde 1623 errichtet und 1805 umgebaut.

## Persönlichkeiten
- Marcel Boillat (1929–2020), Anführer der Front de libération jurassien

## Bilder

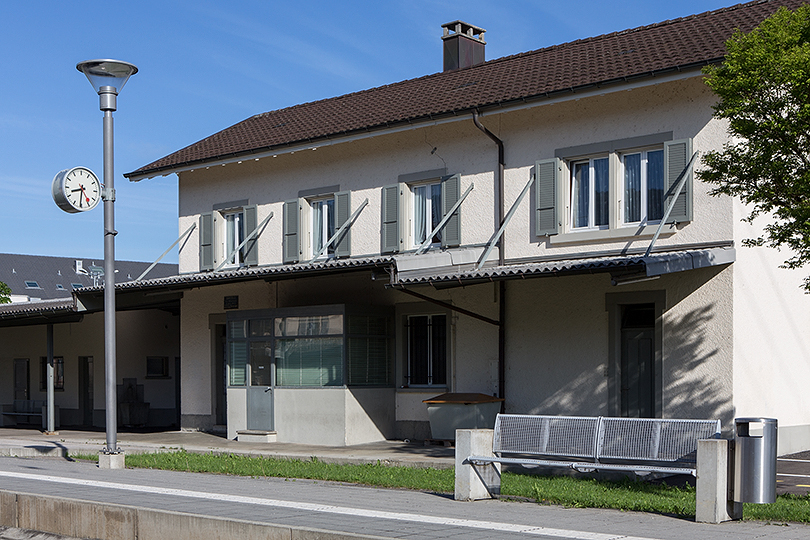
Bahnhof
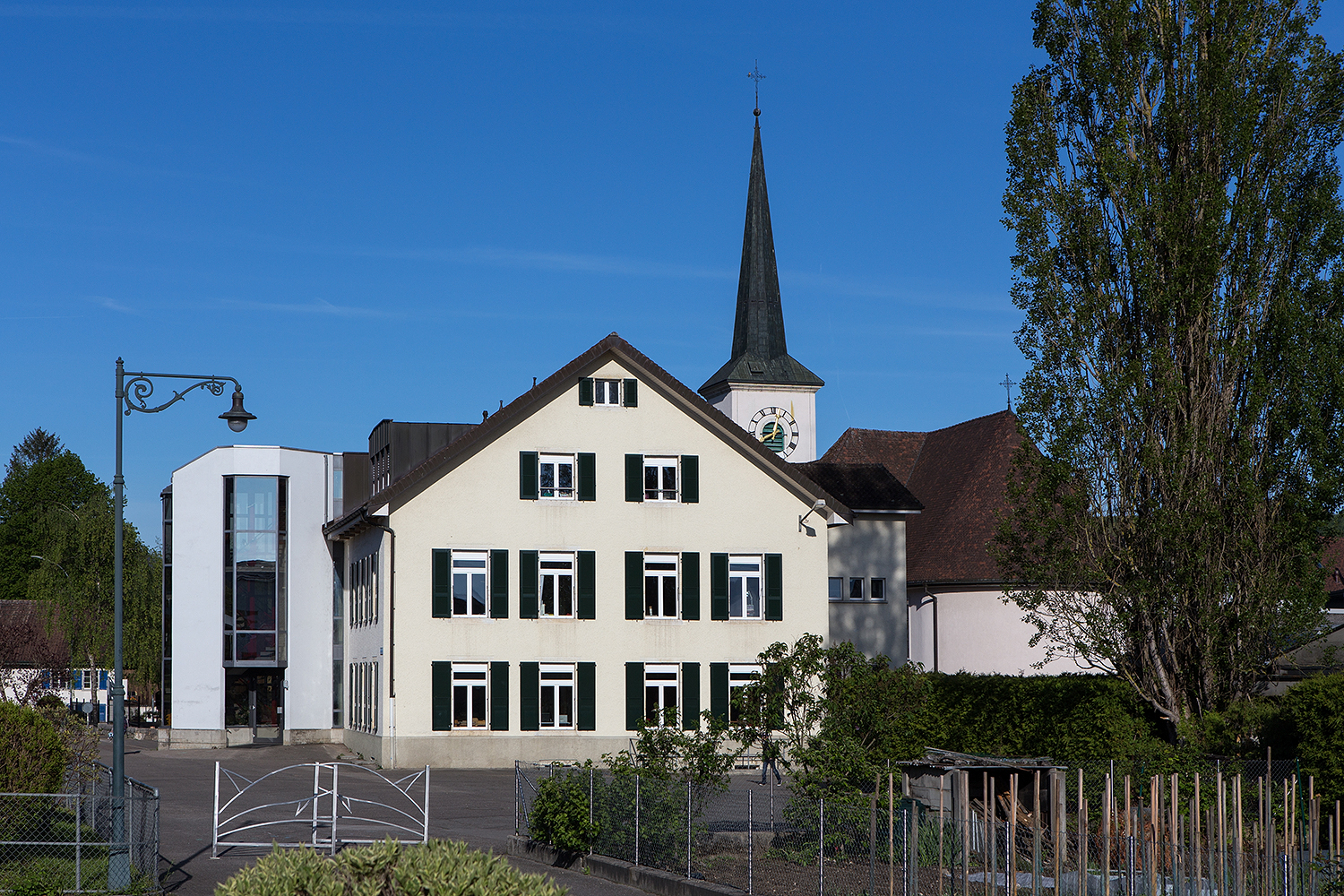
Primarschulhaus
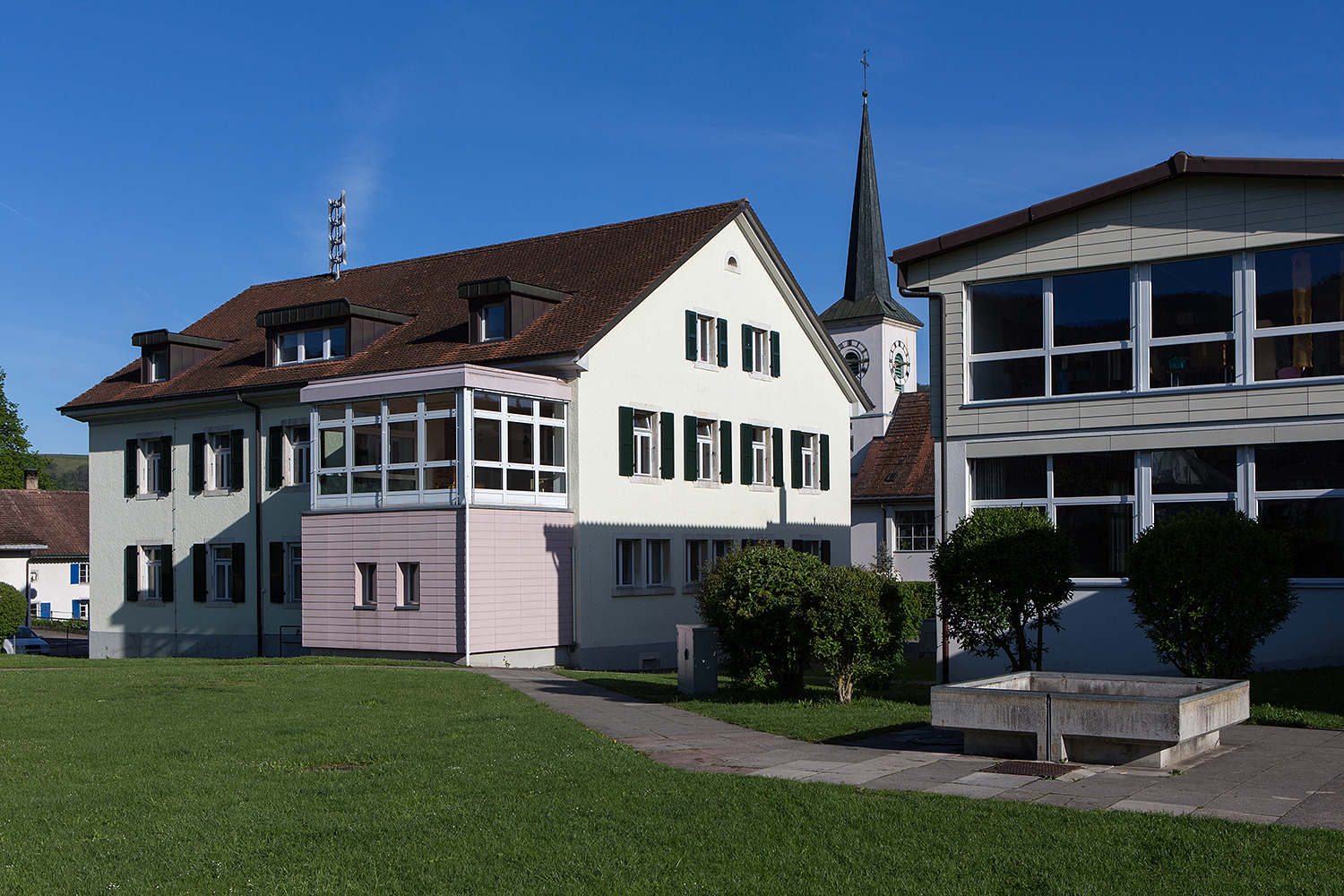
Gemeindeverwaltung
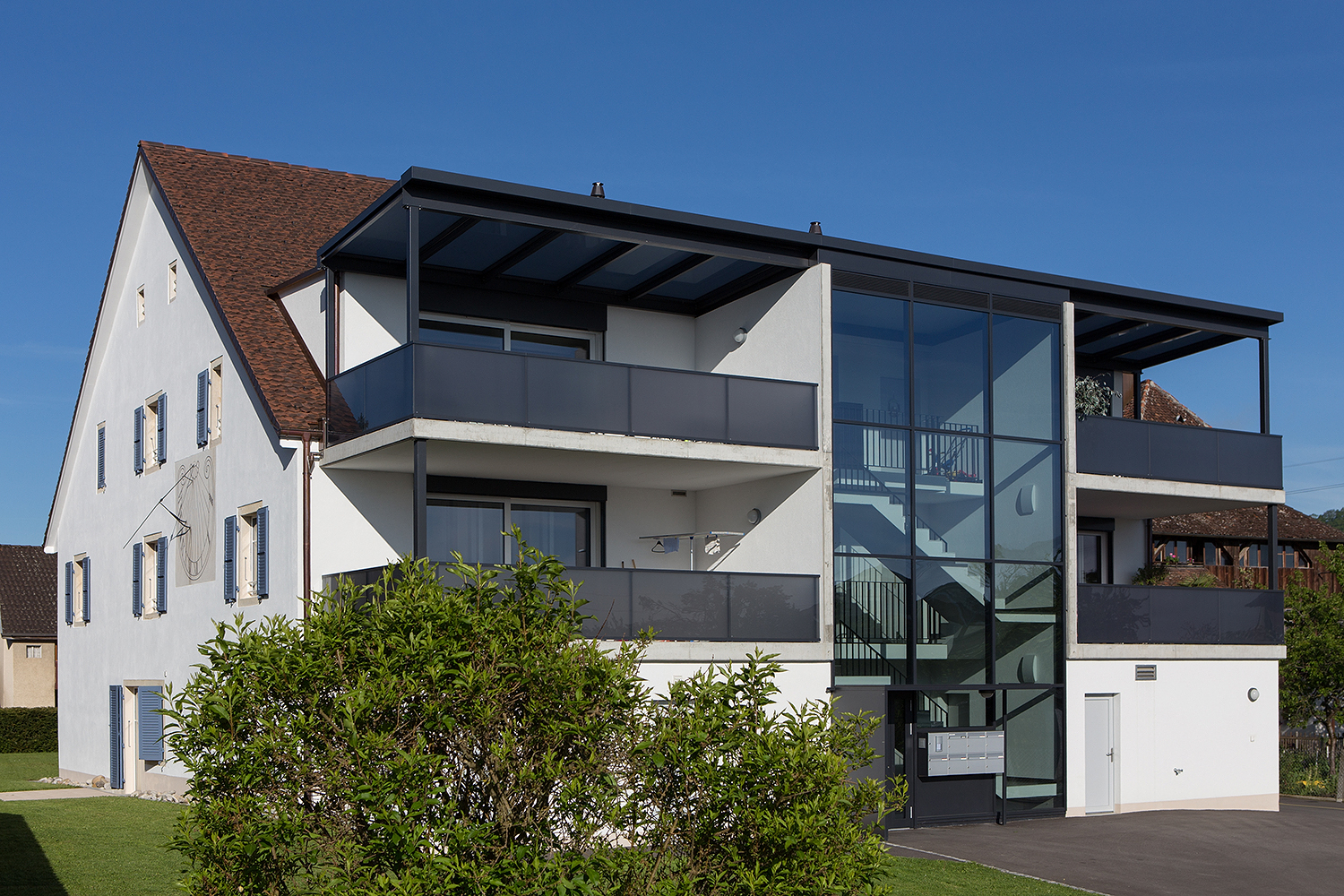
Katholisches Pfarramt
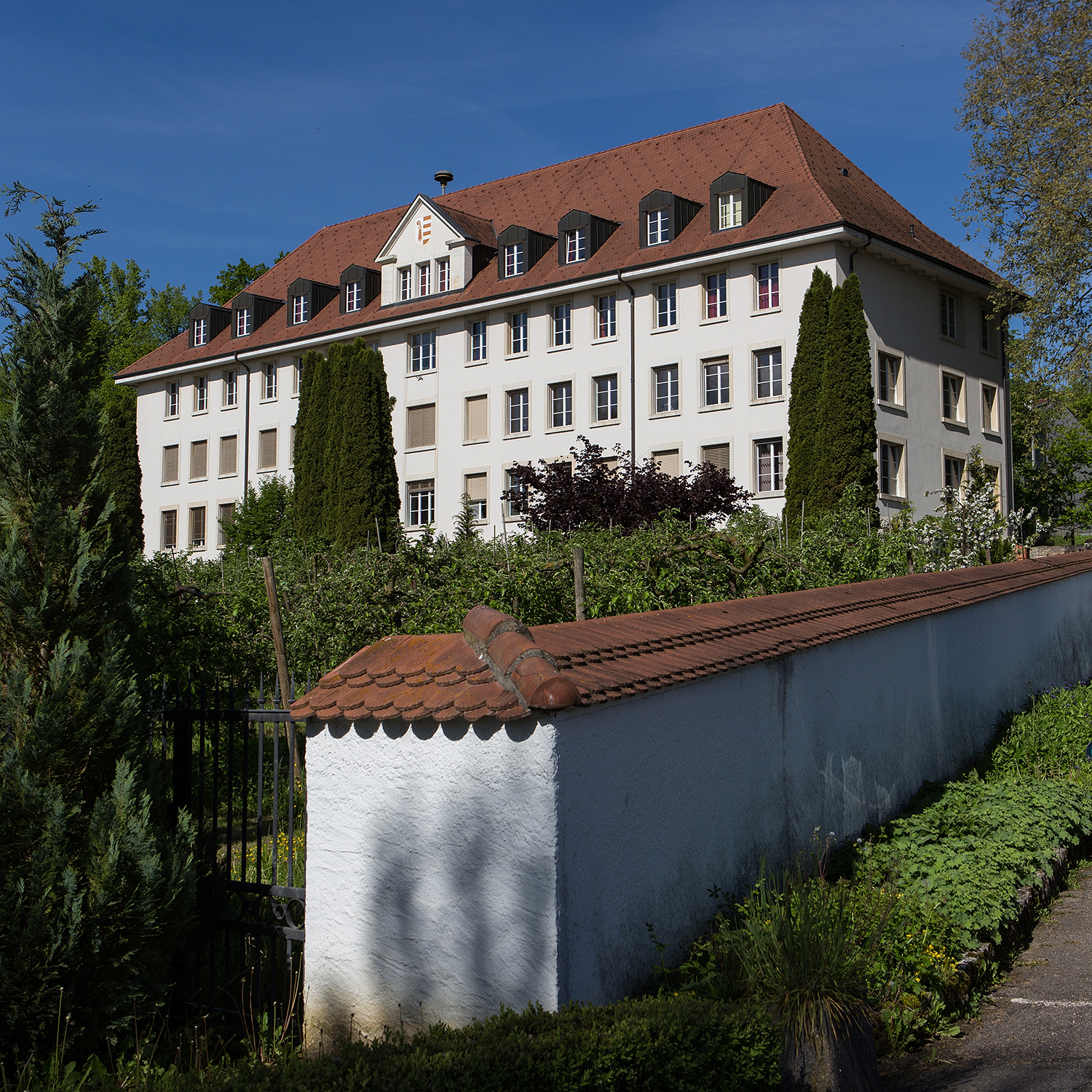
Fondation Rurale Interjurassienne